# Hannah Prock
Hannah Prock (Innsbruck, 2 de febrero de 2000) es una deportista austríaca que compite en luge en la modalidad individual. Ganó una medalla de plata en el Campeonato Mundial de Luge de 2019, en la prueba por equipo.

## Palmarés internacional
| Campeonato Mundial | Campeonato Mundial    | Campeonato Mundial | Campeonato Mundial |
| Año                | Lugar                 | Medalla            | Prueba             |
| ------------------ | --------------------- | ------------------ | ------------------ |
| 2019               | Winterberg (Alemania) | Medalla de plata   | Equipo             |